# Castelo de Pirescoxe

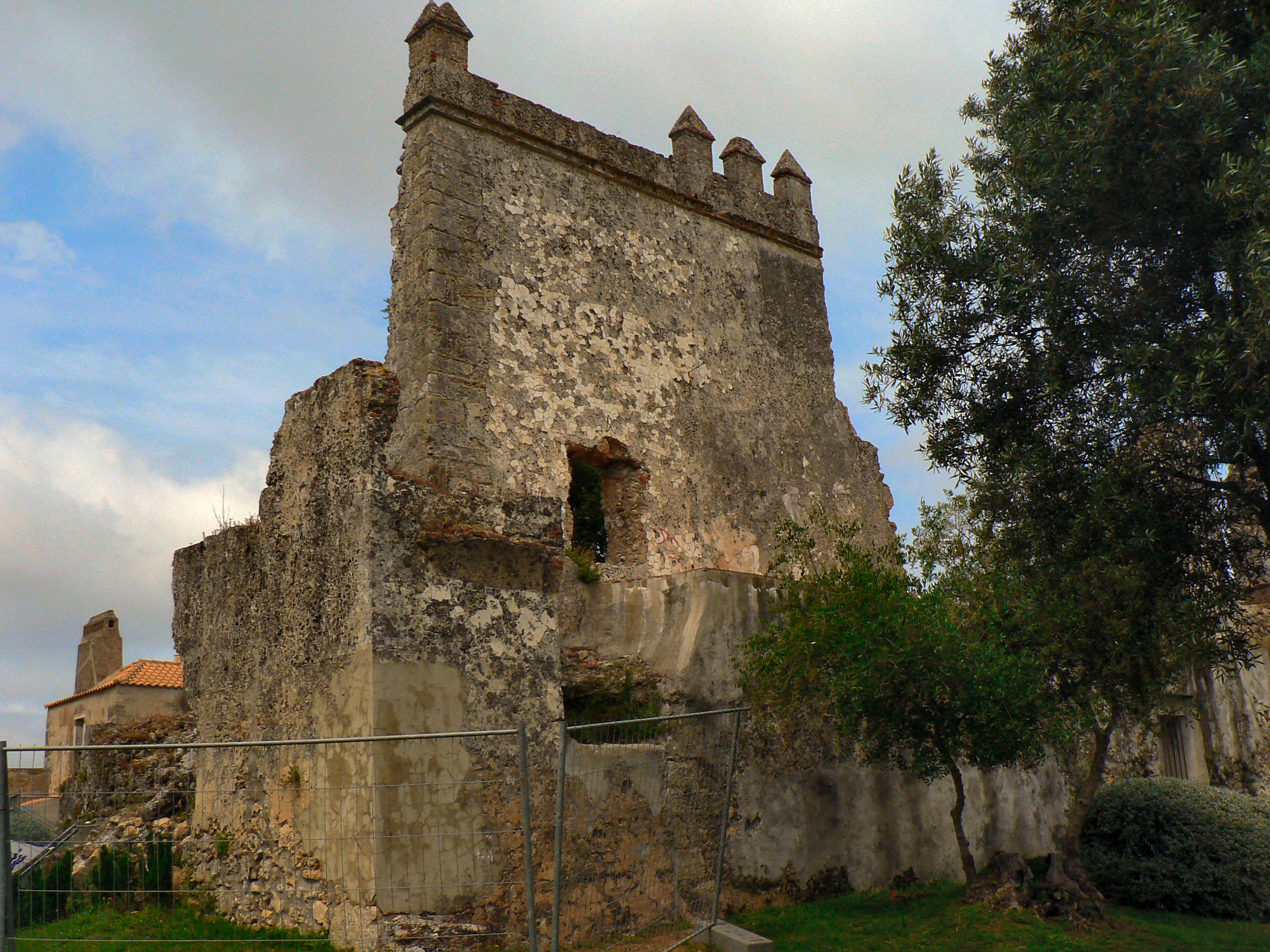
Castelo de Pirescoxe, Portugal

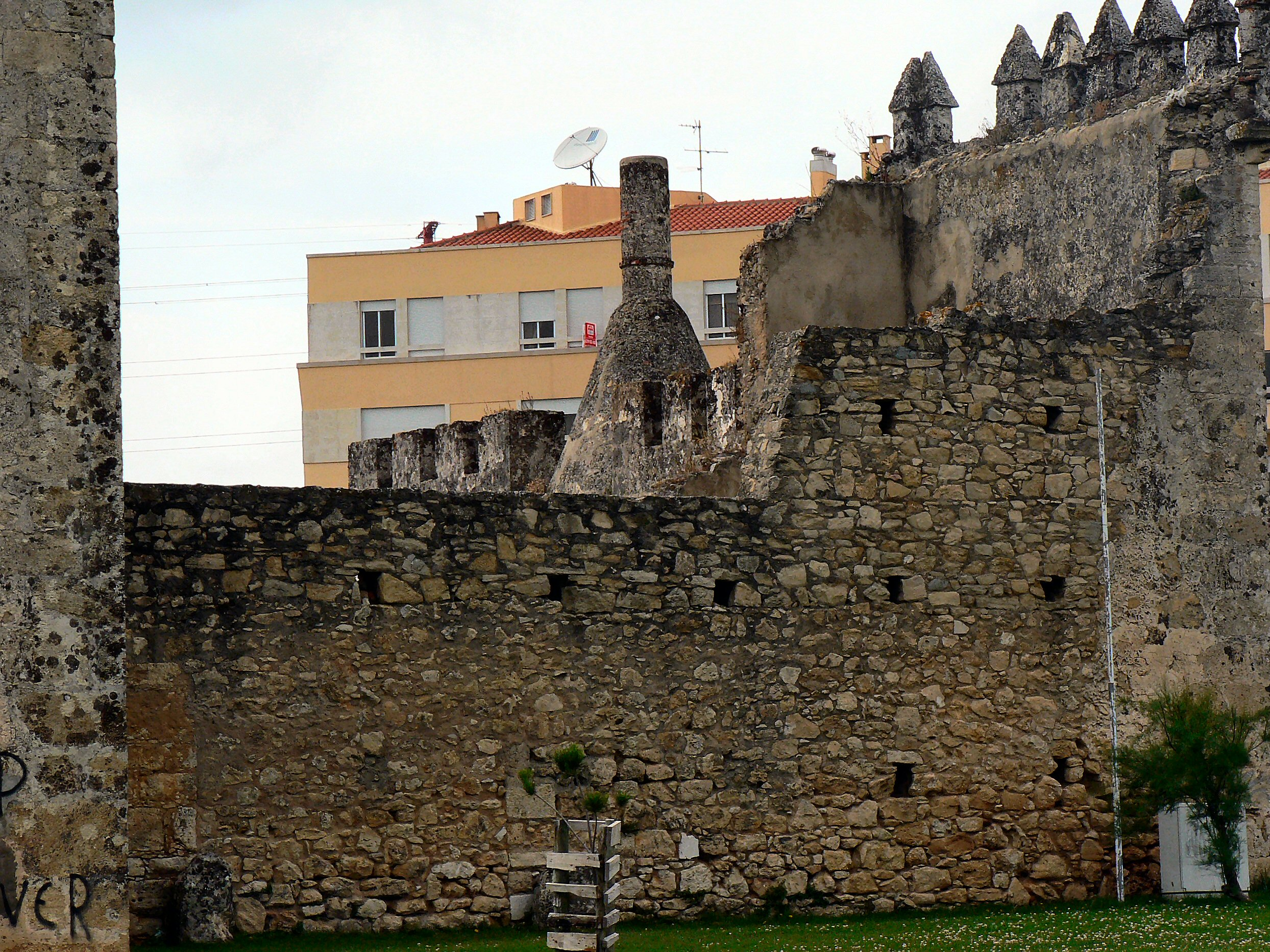
Castelo de Pirescoxe

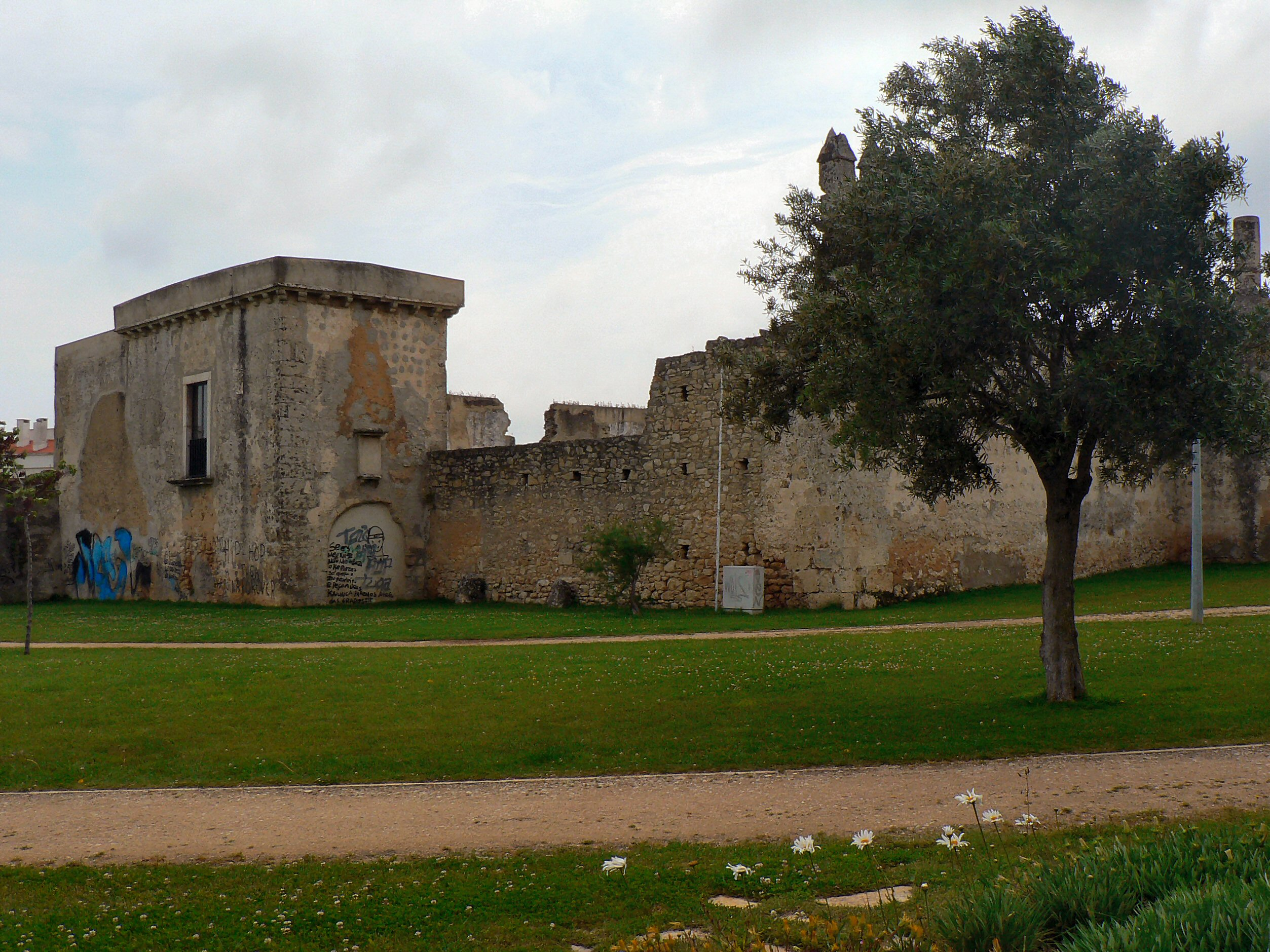
Castelo de Pirescoxe

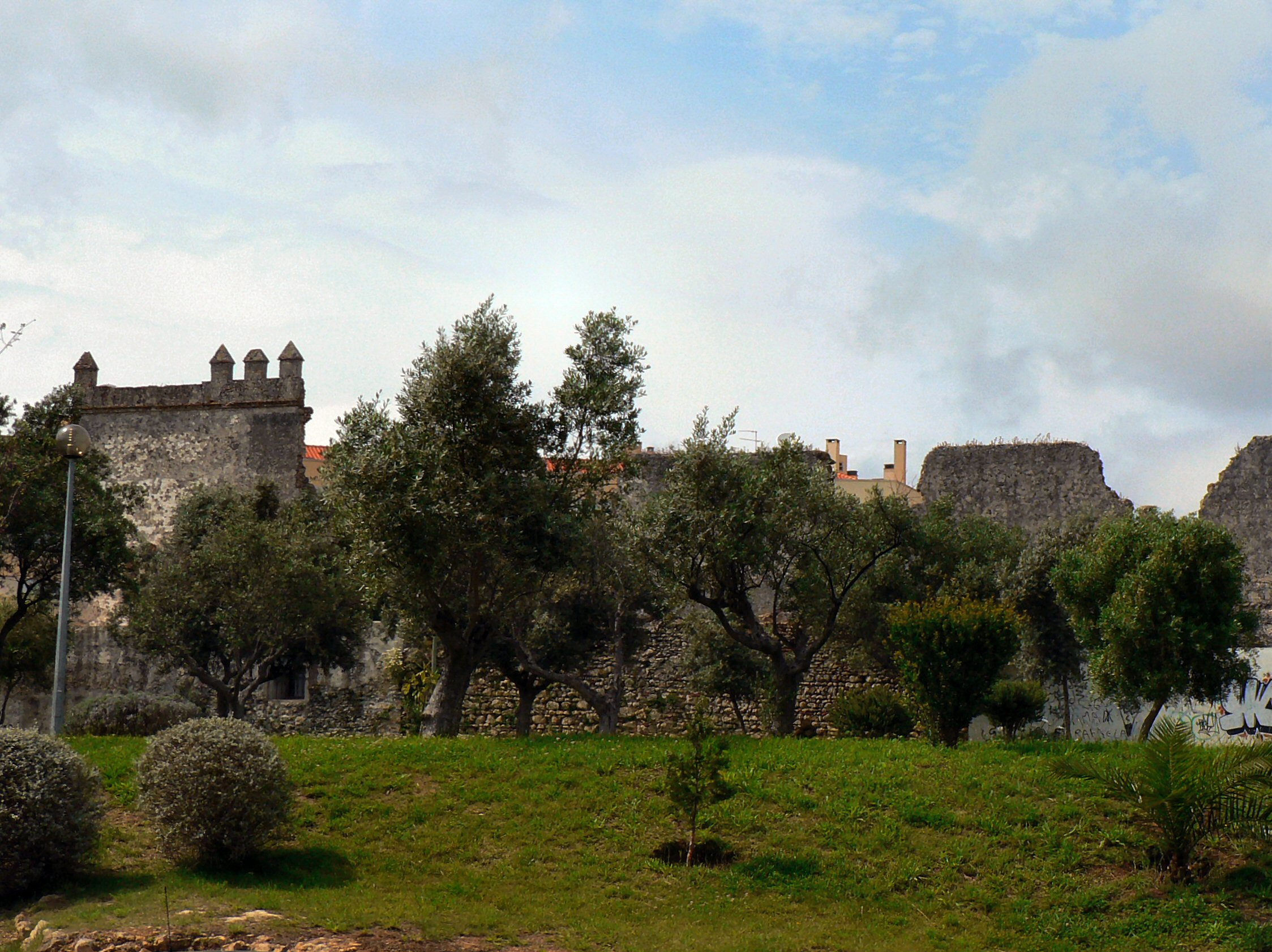
Aspeto do Castelo de Pirescoxe

O Castelo de Pirescoxe constitui uma edificação de origem medieval, localizada no lugar de Pirescoxe (também referido como "Pirescouxe", "Pirescoche" ou "Piriscouxe"), em Santa Iria de Azoia, município de Loures, Portugal. Apesar de, popularmente, referido como "castelo", não se trata na realidade de uma fortificação, mas sim de um paço senhorial acastelado, típico da nobreza de Portugal em finais da Idade Média.
Erguido em posição dominante sobre uma espécie de promontório donde se descortina o curso do rio Tejo, o paço situava-se outrora numa zona predominantemente rural. A área foi entretanto urbanizada e, hoje, o Castelo de Pirescoxe situa-se no centro de uma urbanização construída na década de 1990, estando rodeado por um pequeno parque urbano.

## História

### Construção e reforma
Não se conhece, com segurança, a origem da toponímia, que alguns afirmam ligar-se ao nome de Pero Escouche (provavelmente Pedro Pais da Silva, chamado Pedro Pais Escachia ou simplesmente Pedro Escachia) e, outros, a um indivíduo de apelido Pires, que coxo, era conhecido como "Pires Coxo".
O chamado Castelo de Pirescoxe remonta ao século XV, quando, em 1442, Nuno Vasques de Castelo Branco e sua mulher Joana Juzarte, instituíram um Morgadio neste local, até então uma quinta da família. Fizeram erguer, desse modo, um paço, monumentalmente acastelado, para a sua residência.
Após uma reformulação dos espaços em seu interior no século seguinte, com o falecimento de D. Pedro de Castelo Branco da Cunha, 12.º Senhor de Pombeiro, que nasceu em 1620 e faleceu em 1675, e recebeu de D. João IV de Portugal o título de 1.º Visconde de Castelo Branco, a 25 de Setembro de 1648 e, posteriormente, de D. Afonso VI de Portugal, o de 1.º Conde de Pombeiro, a 6 de Abril de 1668, Comendador da Ordem de Nosso Senhor Jesus Cristo, Capitão da Guarda do Príncipe do Brasil D. Teodósio de Bragança, o herdeiro de D. João IV de Portugal, extinguiu-se a linhagem dos de Castelo Branco. Finado o derradeiro proprietário do paço, o imóvel veio a conhecer o abandono, caindo em ruínas.

### Do século XX aos nossos dias
O conjunto encontra-se classificado como Imóvel de Interesse Público pelo decreto n.º 44 075, publicado no Diário do Governo n.º 281, I Série, de 5 de Dezembro de 1961.
A partir de 2001, por iniciativa da Câmara Municipal de Loures, com a colaboração do então IPPAR, desenvolveu-se um extenso projecto de consolidação, recuperação e revitalização do conjunto, requalificado como espaço cultural. O projecto, de autoria do arquitecto Francisco da Silva Dias, teve os trabalhos de prospecção arqueológica a cargo da arqueóloga Raquel Silva. Estão disponíveis ao público visitante, hoje, auditório ao ar livre para eventos culturais, cafetaria, galeria de artes plásticas, sala multi-uso, além da área envolvente, ajardinada.

## Características
De pequenas dimensões, com planta quadrada, embora aparente externamente uma arquitectura militar, conhece-se apenas em suas linhas gerais a disposição interna do conjunto, de uso civil. Uma muralha baixa, rematada por ameias, envolve todo o conjunto, reforçada por três torres, também de planta quadrada, ameadas, com apenas dois pavimentos. Estas torres, assimetricamente dispostas, são flanqueadas por matacães sobre modilhões.
Interiormente, o centro do conjunto funcionava como pátio, a partir do qual acedia-se às diversas áreas. No lado da fachada principal erguia-se o corpo residencial, onde subsiste uma grande chaminé no Salão Nobre. Este, liga-se lateralmente a dois outros corpos onde existiam quartos, áreas de apoio e uma capela (de que ainda restavam vestígios em 1939, como o espaço e a abóbada originais). Nos fundos, localizavam-se as dependências domésticas e da criadagem, como cozinhas, despensas e armazéns.

## A lenda do tesouro de D. Sebastião
A tradição local afirma que se oculta, nas caves do castelo, o tesouro de D. Sebastião (1557-1578), afirmando-se ainda que a última proprietária do imóvel mudou-se por não suportar mais ser incomodada, durante a noite, por curiosos em busca dessa riqueza. António Godinho, um historiador local, afirma que pode haver um fundo de verdade na lenda, uma vez que um dos antigos proprietários do castelo acompanhou aquele soberano na fatídica batalha de Alcácer Quibir.